# Анадырское месторождение
Ана́дырское буроу́гольное месторожде́ние — месторождение бурого угля на Дальнем Востоке, в пределах Чукотского автономного округа России.
Находится на берегу Анадырского лимана, в посёлке Угольные Копи.

## История освоения
Месторождение было открыто в XIX веке геологом Г. Майделем, уголь с месторождения стал использоваться местными жителями для собственных нужд с 1902 года. Разработка пластов проводилась вручную, добытое топливо поднималось на поверхность в мешках. Годовая добыча не превышала 200 тонн. Труд шахтёров был крайне тяжёл и опасен, так как горные выработки не крепили из-за отсутствия леса.
В 1912—1913 г. геологом Полевым П. И. (Геологический комитет) сделана первая оценка месторождения. Промышленная разработка была организована в 1923 г. со строительством первой наклонной шахты — штольни Аликова. Через год рядом была запущена штольня № 2.
В 1925 г. была заложена первая шахта — «Шахта № 1», которая действовала до 1946 г. В последующие годы были введены в эксплуатацию ещё несколько шахт, добыча которых составляла ок. 370 тыс. т угля в год.
В 1968 г. была создана шахта «Анадырская» с проектной мощностью 100 тыс. тонн угля в год. В 1979 г. была выполнена первая очередь реконструкции шахты, проектная мощность увеличилась до 370 тыс. тонн. Полностью реконструкция была завершена в 1987 году, когда максимальная добыча в 1989 г. составила 472 тыс. тонн. Шахта «Анадырская» была закрыта в 1999 г, на её месте после реструктуризации было создано ОАО «Шахта „Угольная“».

## Характеристика
Угли шахты относятся к переходному типу от бурых к каменным. Месторождение включает 18 угольных пластов с простиранием с северо-востока на юго-запад.
Угли месторождения относятся к классу гелитолитов, в их составе преобладает витринит (до 95 %) при почти полном отсутствии фюзинита. Максимальная влагоемкость колеблется от 16.5 до 21,2 %, сернистость невысокая..
На 1.01.2009 г. запасы угля составили: категории А+В+С1 — 72,8 млн т, категории С2 — 165,6 млн т, в том числе в распределенном фонде учтены запасы категории С1 — 27,4 млн т
.